# O Americano Tranquilo (2002)
O Americano Tranquilo (em inglês:  The Quiet American) é um filme teuto-franco-britano-australo-estadunidense de 2002, dirigido por Phillip Noyce, com roteiro de Christopher Hampton e Robert Schenkkan baseado na obra homônima de Graham Greene.

## Elenco
- Michael Caine - Thomas Fowler
- Brendan Fraser - Alden Pyle
- Do Thi Hai Yen - Phuong
- Rade Šerbedžija - Inspetor Vigot
- Tzi Ma - Hinh
- Robert Stanton  - Joe Tunney
- Holmes Osborne - Bill Granger
- Quang Hai - General Thé